# Myrmica alperti
Myrmica alperti (лат.) — вид мелких муравьёв рода мирмик подсемейства мирмицин.

## Распространение
Вид встречается в Непале (Южная Азия). Обнаружен на высотах 2—3 км.

## Описание
Мелкие коричневые муравьи длиной около 5 мм. Стебелёк между грудкой и брюшком состоит из двух члеников: петиолюса и постпетиолюса (последний четко отделен от брюшка), жало развито, куколки голые (без кокона).
Биология практически неизвестна, за исключением того, что типовая серия этого вида была найдена на высотах между 2200 и 3200 м над уровнем моря.

## Систематика
Близок к Myrmica indica и видам комплекса M. ritae из видовой группы M. ritae. Вид был впервые описан в 2009 году и назван в честь американского мирмеколога Гэри Алперта (Dr. Gary Alpert).